# Sassacus biaccentuatus
Sassacus biaccentuatus är en spindelart som beskrevs av Simon 1902 [1901. Sassacus biaccentuatus ingår i släktet Sassacus och familjen hoppspindlar. Inga underarter finns listade i Catalogue of Life.